# Карлюкевич, Александр Николаевич
Александр Николаевич Карлюкевич, бел. Алесь Мікалаевіч Карлюкевіч (6 января 1964, село Затитова Слобода, Пуховичский район, Минская область) — белорусский писатель, краевед, литературовед, журналист, государственный деятель. Член Белорусского союза журналистов, Союза писателей Беларуси.
Министр информации Республики Беларусь в 2017—2020 годах, председатель Союза писателей Беларуси с марта 2022 года.

## Биография
Окончил факультет журналистики Львовского высшего военно-политического училища (1985) и Академию управления при Президенте Республики Беларусь (2002). В 1981—1995 годах служил в Вооружённых Сил СССР и Республики Беларусь. Работал в газетах «Звязда» (1995—1998), «Чырвоная змена» (1998—2002) — главный редактор, «Советская Белоруссия» (2002—2006). В 2006—2011 годах директор редакционно-издательского учреждения «Литература и искусство». Одновременно в 2009—2011 годах главный редактор газеты «Літаратура і мастацтва», входившей в состав указанного учреждения.
8 ноября 2011 года был назначен главным редактором газеты «Звязда». С ноября 2012 года одновременно исполнял обязанности, а с декабря 2012 являлся директором и главным редактором издательского дома «Звезда». С октября 2011 года одновременно являлся председателем Минского областного отделения Союза писателей Беларуси.
28 сентября 2017 года Президент Беларуси Александр Лукашенко назначил Александра Карлюкевича, который с декабря 2016 года работал в должности заместителя министра информации, руководителем этого ведомства. Министерский пост Карлюкевич покинул после отставки правительства Сергея Румаса 3 июня 2020 года.
22 марта 2022 года Александр Карлюкевич на съезде Союза писателей Беларуси (СПБ) был единогласно избран председателем. Избрать его как человека, стоявшего «у истоков нашей организации», рекомендовал первый председатель СПБ Николай Чергинец.

## Творчество
Автор ряда книг (большинство — на белорусском языке), в том числе:
- «Возвращение к… Беларуси» (1994),
- «За Титовкою — Слобода» (1997),
- «Литературная карта Пуховиччины» (1998),
- «Далекие и близкие родственники» (1999),
- «Игуменский блокнот» (2000),
- «Реки и озера в поэзии Рыгора Бородулина» (2000),
- «И вековечный лишь край» (2000),
- «От земли, что родила иль вдохновляет» (2001),
- «Былое мое оживает» (2002),
- «Тропами Игуменщины» (2008),
- «Мудрый Шубуршун» (2014),
- «Краеведческий ресурс в изучении белорусской литературы» (2015),
- «Уроки дружбы. Белорусская литература в мире» (2017),
- «Неравнодушное чтение: встречи, знакомства, открытия» (2018).
- «Ігуменскі павет (Падарожжа па родным краі)» (2020)
- «Навагрудчына. Літаратурнае гняздо Беларусі» (2023)

## Награды
- Почётная грамота Совета Министров Республики Беларусь (28 марта 2001)[5]
- Премия «За духовное Возрождение» (31 декабря 2006) — за активную подвижническую деятельность в гуманитарной области, направленную на развитие прогрессивных художественно-нравственных традиций, способствующих установлению духовных ценностей, идей дружбы и братства между людьми разных национальностей и вероисповеданий[6].
- Межгосударственная премия СНГ «Звёзды Содружества» (2013)[7].
- Медаль Франциска Скорины (23 августа 2021)[8].